# Gleichstromübertragung Kriegstetten–Solothurn
Die Gleichstromübertragung Kriegstetten–Solothurn wurde am 18. Dezember 1886 in Betrieb genommen. Sie gilt als eine der ersten kommerziellen Anlagen zur Übertragung von elektrischer Energie in Europa. Die acht Kilometer lange Freileitung wurde mit einer Gleichspannung von 2000 V betrieben und diente der Energieversorgung der Schraubenfabrik Müller-Haiber aus dem Kraftwerk Kriegstetten im Schweizer Kanton Solothurn.

## Geschichte

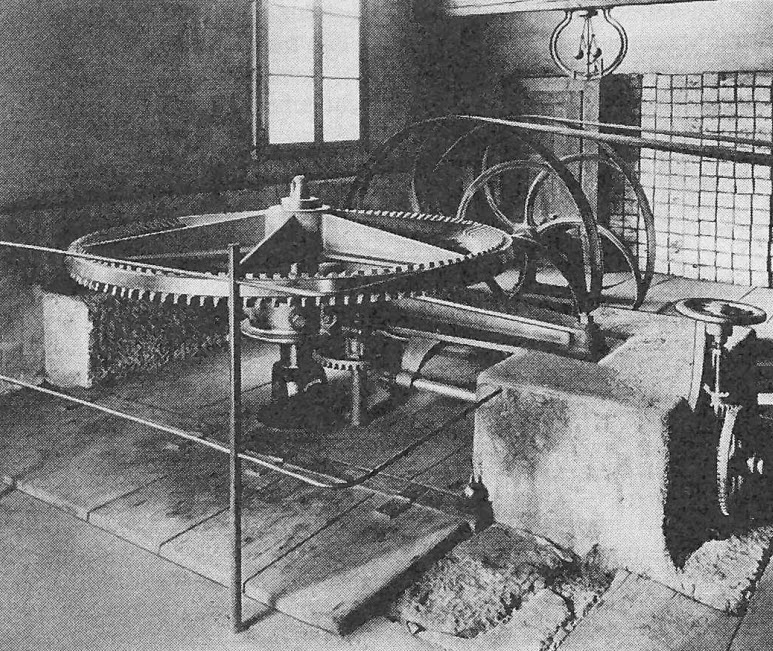
Kegelradgetriebe über der Girard-Turbine im Kraftwerk

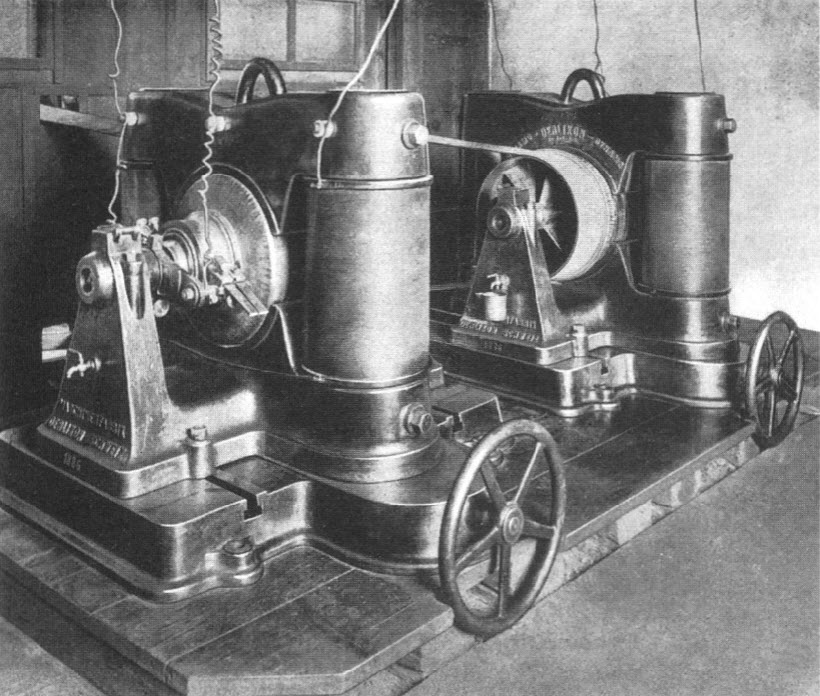
Die beiden Gleichstromgeneratoren im Kraftwerk

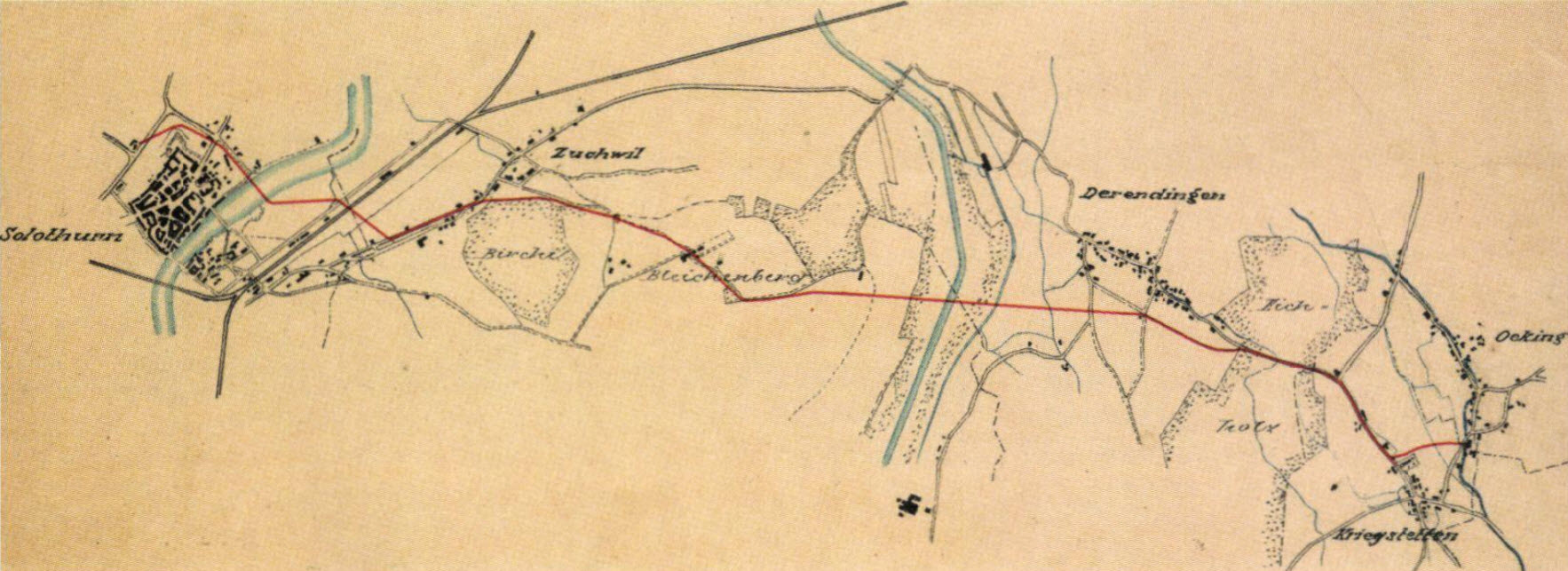
Konzessionsplan mit Verlauf der Übertragungsleitung

Die 1876 gegründete Schraubenfabrik in der alten Schanzmühle wurde mehrmals erweitert, sodass die von einem Mühlrad erbrachte Antriebsleistung bald nicht mehr ausreichte. Eine Dampfmaschine kam für die Energieversorgung nicht in Frage, weil deren ungleichförmiger Gang die Qualität der für die Uhrenindustrie hergestellten Schrauben gefährdet hätte. Die Unternehmer beauftragen deshalb 1886 die Maschinenfabrik Oerlikon (MFO), in einer leerstehenden Papierfabrik an der Ösch in Kriegstetten ein Kraftwerk einzurichten und den Strom über eine Freileitung in die Fabrik in Solothurn zu übertragen.
Die Ausführung der Anlage wurde vom damaligen Chefingenieur Charles E. L. Brown betreut, der später zusammen mit Walter Boveri den Elektrotechnikkonzern Brown, Boveri & Cie. gründete. An der Anlage wurden ausführliche Messungen zu ihrem Wirkungsgrad vorgenommen, die in verschiedenen Fachpublikationen veröffentlicht wurden und dazu dienen sollten, Skeptiker gegenüber der elektrischen Energieübertragung von deren hohem Wirkungsgrad zu überzeugen. Aus diesem Grunde wurde auch Wert darauf gelegt, den Nachweis nur mit mechanischen Messgrössen zu erbringen. Die Anlage galt als Referenz für die technischen Fähigkeiten der MFO, solche Anlagen zu bauen, was ihr später die Mitarbeit an der Drehstromübertragung Lauffen–Frankfurt ermöglichte.
Die Übertragungsleitung Kriegstetten–Solothurn war eine der ersten Anlagen dieser Art, die nicht für einen Versuch oder eine Ausstellung gebaut wurde, sondern einen kommerziellen Nutzen hatte und bis 1908 dauerhaft in Betrieb stand. Sie war nicht die älteste Anlage dieser Art, denn bereits 1884 wurde Strom aus der Taubenlochschlucht in eine 1,2 km entfernte Uhrenfabrik übertragen und das Kraftwerk Thorenberg bei Luzern nahm nur wenige Monate vor der Anlage Kriegstetten–Solothurn den Betrieb auf. Die zuvor genannten Anlagen erreichten aber nicht die Länge von acht Kilometern.
Von der Anlage sind ein Generator und ein Motor erhalten, die im Besitz des Deutschen Museums in München sind. Das Gebäude des Kraftwerks ist abgebrochen, an seiner Stelle steht eine Informationstafel.

## Technik
Eine von Josef Meyer gelieferte Girard-Turbine trieb zwei Generatoren an, die mit 700 Umdrehungen pro Minute arbeiteten und bei einer Klemmenspannung von 1 kV bis 1,25 kV etwa 18 kW abgaben. Die Gleichstromgeneratoren waren in Reihe geschaltet und versorgten ein Dreileitersystem, das mit 2 kV bis 2,5 kV zwischen den beiden Aussenleitern betrieben wurde. In der Fabrik waren zwei mit den Generatoren baugleiche Gleichstrommotoren aufgestellt, die – ebenfalls in Reihe geschaltet – Transmissionen für die riemengetriebenen Drehbänke antrieben.
Die Freileitung zwischen Kraftwerk und Fabrik wurde auf Stangen in 40 m Abstand geführt. Für die drei Leiter wurden Kupferdrähte mit 6 mm Durchmesser verwendet, die an Öl-Isolatoren befestigt waren. Für die Überquerung der Aare, wo der Abstand zwischen den Stangen 120 m betrug, wurde ein Leiter aus Siliziumbronze eingesetzt. Am Leitungsanfang und am Leitungsende waren Überspannungsableiter als Blitzschutz eingebaut. In der Fabrik war zudem vor jedem Motor ein Öl-Hauptschalter angebracht. Bei Ausfall eines Generators konnte einer der beiden Aussenleiter mit dem Neutralleiter zusammengeschaltet werden, sodass der Gesamtwiderstand der Leitung verringert werden konnte.